# الغنايم (مركز)
مركز الغنايم، مركز إداري مصري. يقع في محافظة أسيوط الواقعة في جمهورية مصر العربية. القاعدة الإدارية للمركز هي مدينة الغنايم.